# Jasna Matić
Pour les articles homonymes, voir Matić.
Jasna Matić (en serbe cyrillique : Јасна Матић ; née le 14 janvier 1964 à Belgrade) est une femme politique serbe. Elle est membre du parti G17 Plus. Du 7 juillet 2008 au 14 mars 2011, elle est ministre des Télécommunications et de la Société de l'information dans le premier gouvernement présidé par Mirko Cvetković.

## Biographie
Jasna Matić suit les cours de la Faculté de génie civil de l'université de Belgrade, dont elle sort diplômée en 1994 ; elle fréquente l'Université Washington de Saint-Louis, où elle obtient un diplôme en administration des affaires en 2001.
De 1994 à 1999, elle a travaillé en tant qu'ingénieur civil et coordonnateur de projets pour la société Masinoproject Kopring, à Belgrade. Puis, en 2000 et 2001, elle est consultante de la Banque mondiale à Washington,. En 2001 et 2002, elle est conseillère auprès du vice-premier ministre de la République fédérale de Yougoslavie, puis de 2004 à 2007, elle a été directrice de l'Agence serbe pour l'investissement et la promotion des exportations (en serbe : Agencija za strana ulaganja i promociju izvoza Republike Srbije, SIEPA).
De mai 2007 à juillet 2008, Jasna Matić est secrétaire d'État aux relations économiques avec l'étranger au sein du ministère de l'Économie et du Développement régional,.

## Vie privée
Jasna Matić parle anglais et peut travailler en italien et en allemand.